# Lavinia (römische Mythologie)
Lavinia ist in der römischen Mythologie die Tochter des Königs Latinus und der Amata.

## Mythos
Sie war König Turnus versprochen. Latinus wollte sie jedoch lieber mit Aeneas verheiraten, um so ein altes Orakel zu erfüllen, dass Lavinia einen fremden Prinzen heiraten soll. Als Turnus dies erfuhr, griff er Aeneas an. Aeneas siegte und tötete Turnus. Lavinia heiratete Aeneas, mit dem sie einen Sohn namens Silvius bekam. Ihr Mann benannte die Stadt Lavinium nach ihr. In Vergils Aeneis wird sie eher als passive Figur dargestellt. Titus Livius berichtet hingegen, nach dem Tod des Aeneas habe Lavinia die Regierung für dessen noch unmündigen Sohn Ascanius (Iulus) geführt.

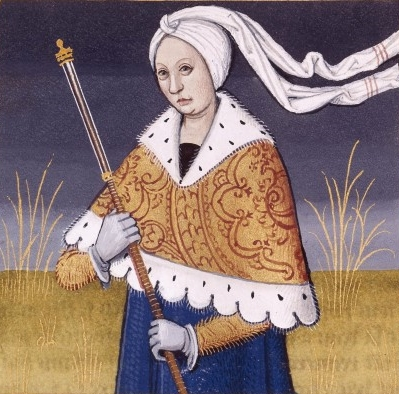
Lavinia (Illustration zu De claris mulieribus von Giovanni Boccaccio, 15./16. Jahrhundert)

## Rezeption
Lavinia erscheint in der Literatur:
- in Dantes Göttlicher Komödie, Inferno, Canto IV, 125–126
- in De claris mulieribus von Giovanni Boccaccio, einer Sammlung von (moralisierenden) Biographien berühmter Frauen
- im Roman d’Énéas und somit auch im Eneasroman, nach Motiven von Ovid und Vergil
- als titelgebende Hauptperson des 2008 erschienenen historischen Romans „Lavinia“ von Ursula K. Le Guin (Lavinia erzählt ihr Leben an der Seite von Aeneas)